# Because Music
Because Music — французский звукозаписывающий лейбл. В списке Because Music есть такие исполнители, как Justice, Christine and the Queens и Aime Simone.

## История
Компания Because Music была основана в 2005 году Эммануэлем де Буретелем (фр. Emmanuel de Buretel) и Эриком Бьелсой после их ухода из других крупных лейблов. Ранние успехи лейбла включают номинированные на премию Justice Mercury Music Prize исполнители Metronomy, Charlotte Gainsbourg и Amadou & Mariam.
В 2005 году было основано британское отделение Because Music UK. Лейбл стал одним из основателей парижского поп-фестиваля We Love Green в 2009 году.
В 2017 году Because Music UK приобрел каталоги более 60 артистов из Warner Music Group, включая Mano Negra, The Beta Band, и большую часть London Records.
В 2017 году лейбл подписал соглашение с Caroline Distribution (теперь Virgin Music, подразделение Universal Music) на дистрибуцию релизов лейбла в США, начиная с 2019 года. Ранее дистрибуцией занимались Warner Music's Alternative Distribution Alliance и Vice Records.

## Награды
Because Music победил в номинации «Лучший независимый лейбл» на премии The A&R Awards в 2016 году. В 2017 году был назван лучшим независимым лейблом на церемонии вручения премии AIM Independent Music Awards.